# 귀호
《귀호》(狐道, Ghost Of The Fox)는 홍콩에서 제작된 여소룡 감독의 1991년 공포, 액션 영화이다. 호혜중 등이 주연으로 출연하였고 장보영 등이 제작에 참여하였다.

## 출연

### 주연
- 호혜중
- 여소룡

### 조연
- 장진화
- 서경선
- 금지희

## 기타
- 출품인: 여소룡
- 출품인: 황걸
- 프로듀서: 양영
- 프로듀서: 양대위
- 미술: 나문
- 무술연출: 여소룡